# Ronald Reagan Presidential Library
La Ronald Reagan Presidential Library and Center for Public Affairs è la biblioteca presidenziale statunitense dedicata al 40º presidente Ronald Reagan, sita a Simi Valley, California. Al suo interno si trova anche il mausoleo con le tombe del Presidente e di sua moglie Nancy.

## Storia
La costruzione iniziò il 21 nov. 1988 su progetto dell'Arch. Hugh Asher Stubbins Jr. (1912-2006) terminando il 4 nov. 1991. Si estende su un'area di 22600 m². Un hangar di 8400 m² ospita il Boeing 707 Air Force One (Sam 27000) utilizzato da 6 presidenti USA dal 1973 al 2001 e un elicottero Sikorsky UH3 'Sea King'. Al suo interno è riprodotto a grandezza naturale lo Studio Ovale come appariva durante la presidenza Reagan inclusi alcuni arredi originali quali la sedia che utilizzò durante i suoi mandati come Governatore della California (dal 1967 al 1975) e come Presidente USA. Tutto il complesso è amministrato dal National Archives and Records Administration (NARA).